# Révolte en Amdo en 1958
La révolte en Amdo en 1958, également connu sous le nom d '« incident de Xunhua » (en chinois : 循化事件), est une rébellion anti-communiste durement réprimée par l’armée chinoise. Cela s'est produit à Xunhua dans la province du Qinghai. Cette révolte précède le soulèvement tibétain de 1959 et le départ du dalaï-lama à l’étranger. L'incident s'est terminé par la répression et un massacre par l'Armée populaire de libération, qui a tué 435 personnes en quatre heures le 25 avril, dont la plupart étaient des civils non armés,,.

## Contexte

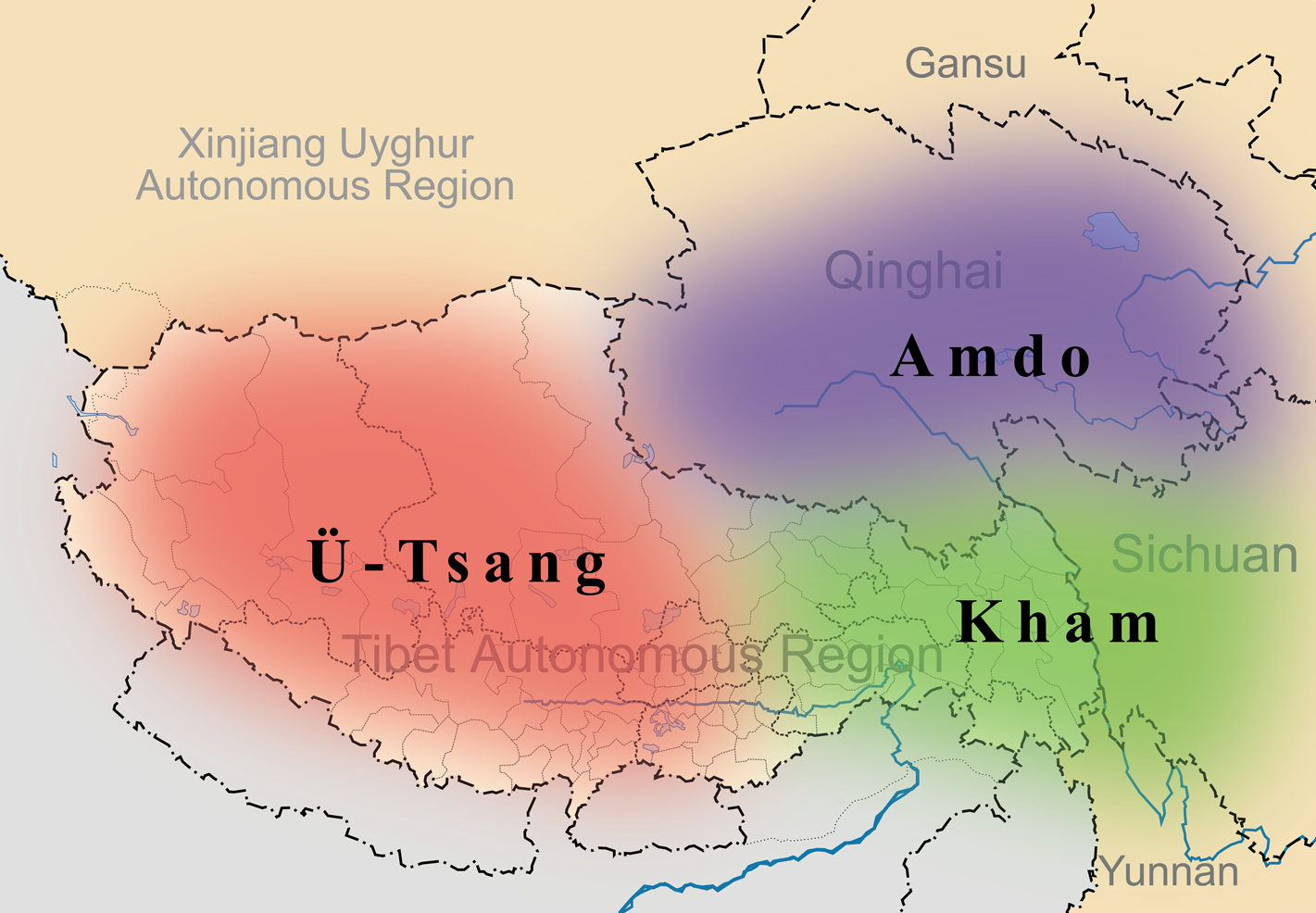
Situation approximative de l'Amdo et des deux autres anciennes provinces tibétaines (Ü-Tsang et Kham), superposées aux provinces administratives de la République populaire de Chine

L'Amdo (tibétain : ཨ་མདོ།, Wylie : a mdo, chinois : 安多, pinyin : Ānduō) est l'une des trois anciennes provinces ou régions du Tibet, les autres étant l'Ü-Tsang et le Kham. L’Amdo, en chinois Anduo 安多, concerne des provinces chinoises actuelles du Qinghai, du sud du Gansu, et du nord du Sichuan (district de rNga-ba 阿坝).
L’Amdo n’est pas concerné par l’Accord en 17 points sur la libération pacifique du Tibet signé entre les autorités chinoises et les représentants du dalaï-lama. En effet le territoire de l’Amdo n’est pas sous le contrôle politique de Lhassa, aussi les « réformes démocratiques », qui se traduisent par la mise en place des coopératives agricoles et pastorales, sont engagées par les autorités communistes à partir de 1955.

## Historique
En 1958, une importante révolte est mise au pas par l’armée chinoise. À la suite de l’instauration des communes dans le cadre du Grand Bond en avant, les habitants souffrent de la famine. La révolte se situe deux ans après celle du Kham en 1956 et précède le soulèvement tibétain de 1959 à Lhassa.

### Monastère
Selon une étude chinoise sur les 722 monastères répertoriés au Qinghai avant 1958, onze étaient encore intacts après 1958. Ainsi, l’anthropologue américaine C. Makley indique que 90 % des moines du monastère de Labrang sont portés disparus après 1958, victimes des tortures, de la prison ou des camps de rééducation par le travail.

### Le massacre
Le matin du 25 avril 1958, l'Armée populaire de libération (APL) a envoyé deux régiments pour réprimer le soulèvement. À leur arrivée, les troupes de l'APL ont commencé à ouvrir le feu sur les civils qui ont demandé la libération de Jnana Pal Rinpoché (加乃化仁波切),,,. En quatre heures, les troupes ont réalisé que les civils n'étaient pour la plupart pas armés, mais avaient déjà tué 435 personnes, avec un total de 719 morts,,,.
Dans l'après-midi du 25 avril, 2 499 personnes ont été arrêtées, dont 1 581 Salars, 537 Tibétains, 343 Hui et 38 Han,,. Le bilan officiel des décès de APL était de 17, avec une perte de propriétés estimée à 0,9 million de RMB à l'époque,,.

## Témoignages et bibliographie
En 2012, la sinologue Katia Buffetrille indique que cette période de l’histoire tibétaine est peu connue. Les jeunes Amdowas évoquent cette révolte et ses conséquences à partir des récits de leurs parents.
En 2012, Thakgyam, un Tibétain de 77 ans, témoigne, « avant de mourir », de la révolte en Amdo en 1958 à laquelle il a participé et de la répression de l’Armée populaire de libération.
Dans son ouvrage Le chef des perles en argent, l’écrivaine tibétaine Yangtsokyi évoque cette révolte, où son grand-père est tué, et les conséquences de celle-ci pour elle-même et sa famille.
Dans Joies et peines de l’enfant Naktsang de Naktsang Nülo, parue en 2007, une autobiographie qui couvre les années 1948-1959, l’auteur décrit en détail les évolutions radicales et la répression des révoltes par l’armée chinoise. Pour la sinologue Françoise Robin, « ce livre a eu un succès phénoménal, surtout dans l'Amdo, car il a été écrit dans le dialecte de la région, ce qui était nouveau ».
Tempête rouge, un roman du tibétain Tsering Döndrub, publié en 2019 et traduit par Françoise Robin, il aborde aussi cette « mémoire tabou ». À la suite de cette publication Tsering Döndrub est renvoyé de son emploi de fonctionnaire.

## Analyses
La sinologue Katia Buffetrille indique, en 2012, que la révolte en Amdo en 1958 a fait l’objet d’une « terrible répression ». Warren W. Smith Jr mentionne qu’en 1958 dans certaines régions de l’Amdo, les hommes tibétains sont complètement absents.